# IC 1979
IC 1979 је двојна звијезда у сазвјежђу Мрежица која се налази на листи објеката дубоког неба у Индекс каталогу.
Деклинација објекта је - 57° 56' 40" а ректасцензија 3h 36m 46,3s.